# The Spider
The Spider er en amerikansk stumfilm fra 1916 af Robert G. Vignola.

## Medvirkende
- Pauline Frederick som Valerie St. Cyr / Joan Marche.
- Thomas Holding som Julian St. Saens.
- Frank Losee som Du Poissy.